# Сњежана Пејчић
Сњежана Пејчић (Ријека, 13. јун 1982), је хрватска спортисткиња, чланица стрељачке олимпијске екипе Хрватске на играма у Пекингу 2008. године. 
На Олимпијским играма у Пекингу у дисциплини ваздушна пушка на десет метара освојила је бронзану медаљу, прву за Хрватску у Пекингу. Интересантно је то да је то била прва дисциплина на Играма и прва медаља која је додељена једном спортисти на играма у Пекингу.
Први пут се доказала на Европском првенствоу у стрељаштву за јуниоре 2002. године када је у Солуну била друга. Стрељаштвом се бави од своје 15. године и чланица је клуба Локомотива у Ријеци.